# David Johannesson (innebandyspelare)
David Per Henry Johannesson, född  29 december 2006 i Stockholm, är en svensk innebandyspelare för  RIG Umeå IBF som spelar i herr Allsvenskan Norra samt Juniorallsvenskan (JAS). Johannessons moderklubb är Hässelby Innebandy där han spelat både fotboll och innebandy. Under sin uppväxt i Hässelby villastad spelades mest innebandy & David Johannesson gjorde sig ett namn inom innebandyvärlden som 13-åring med sin "imponerande och totalt iskalla straff" som blev omnämnd i en artikel av Innebandymagazinet.

## Karriär
David Johannessons innebandy karriär började i den lokala klubben Hässelby Innebandy "Hawks" SK IBK när han var 6 år gammal, där spelade han till dess att han blev antagen till Riksidrottsgymnasium RIG i Umeå.

## Statistik
| 2022/23                    | 2022/23      | 2022/23 | 2022/23 | 2022/23 | 2022/23 | 2022/23 |
| Tävling                    | Lag          | Match   | Mål     | Pass    | Poäng   | Utv.min |
| -------------------------- | ------------ | ------- | ------- | ------- | ------- | ------- |
| Innebandyfesten            | RIG Umeå IBF | 3       | 0       | 0       | 0       | 0       |
| SDF-SM P16 (2006) Nyköping | Stockholm    | 3       | 2       | 2       | 4       | 0       |
| Svenska Cupen Herrar       | RIG Umeå IBF | 1       | 0       | 0       | 0       | 0       |
| Allsvenskan Herrar         | RIG Umeå IBF | 12      | 1       | 0       | 1       | 2       |
| Juniorallsvenskan HJ18     | RIG Umeå IBF | 15      | 8       | 6       | 14      | 0       |
| TOTAL:                     | TOTAL:       | 34      | 11      | 8       | 19      | 2       |

| 2021/22                           | 2021/22                             | 2021/22 | 2021/22 | 2021/22 | 2021/22 | 2021/22 |
| Tävling                           | Lag                                 | Match   | Mål     | Pass    | Poäng   | Utv.min |
| --------------------------------- | ----------------------------------- | ------- | ------- | ------- | ------- | ------- |
| Bäst i Stan Ungdom Pojkar         | Hässelby SK IBK                     | 3       | 0       | 0       | 0       | 0       |
| Träningscuper Gävleborg 21/22     | Hässelby SK IBK HJ Röd Mörkröd Svår | 3       | 0       | 0       | 0       | 0       |
| USM Pojkar 16                     | Hässelby SK IBK                     | 3       | 1       | 3       | 4       | 0       |
| USM Pojkar 16 Region              | Hässelby SK IBK                     | 2       | 3       | 1       | 4       | 2       |
| Juniorallsvenskan HJ18            | Hässelby SK IBK                     | 15      | 7       | 6       | 13      | 0       |
| Pantamera Junior Division 2       | Hässelby SK IBK (A)                 | 6       | 4       | 2       | 6       | 4       |
| Pantamera Junior Division 3       | Hässelby SK IBK (B)                 | 2       | 2       | 1       | 3       | 0       |
| Pantamera Mörkröd Medel           | Hässelby SK IBK                     | 1       | 0       | 0       | 0       | 0       |
| Pantamera Mörkröd Svår            | Hässelby SK IBK                     | 10      | 0       | 0       | 0       | 0       |
| Bäst i Stan Herrjuniorer Slutspel | Hässelby SK IBK                     | 1       | 1       | 0       | 1       | 0       |
| Bäst i Stan Ungdom Pojkar         | Hässelby SK IBK                     | 3       | 0       | 0       | 0       | 0       |
| TOTAL:                            | TOTAL:                              | 49      | 18      | 13      | 31      | 6       |

## Privatliv

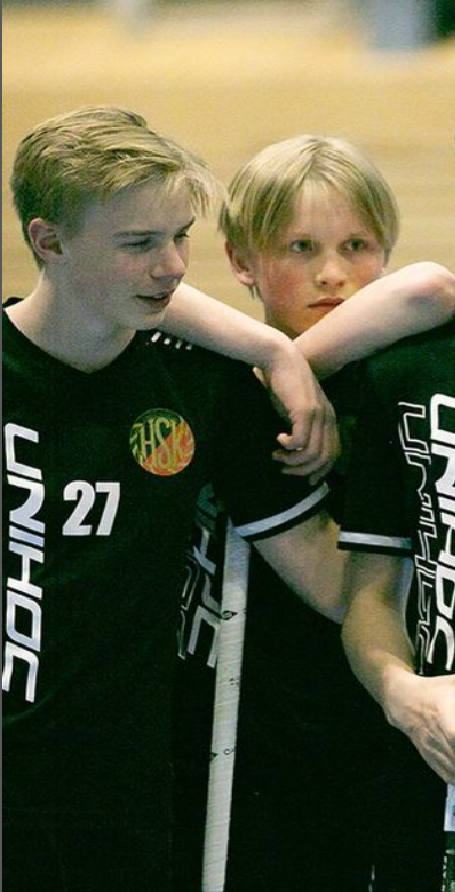
David & Axel Johannesson.

David har en storebror, Axel Johannesson, född 2005. Axel spelar också innebandy för Hässelby Hawks. Bröderna har spelat innebandy tillsammans i Hässelbys Hawks herrjuniorer.

## Meriter
RIG UMEÅ
- JAS Sm-guld: 2023
- Czech Open: guld 2022, guld 2023

Hässelby Hawks
- Prague games: guld 2022
- Falun floorball cup: guld 2022, brons 2018
- Scorpions cup: guld 2021, silver 2019, silver 2018
- Storvreta cupen: brons 2020
- Fatpipe invitation: guld 2019
- Stockholm Floorball: guld 2019

Bois IF
- Diegodigge summer games: 2021 brons

165 Kaos
- Ängelholm Outdoor: guld 2017, silver 2018